# بورتريه سيدة

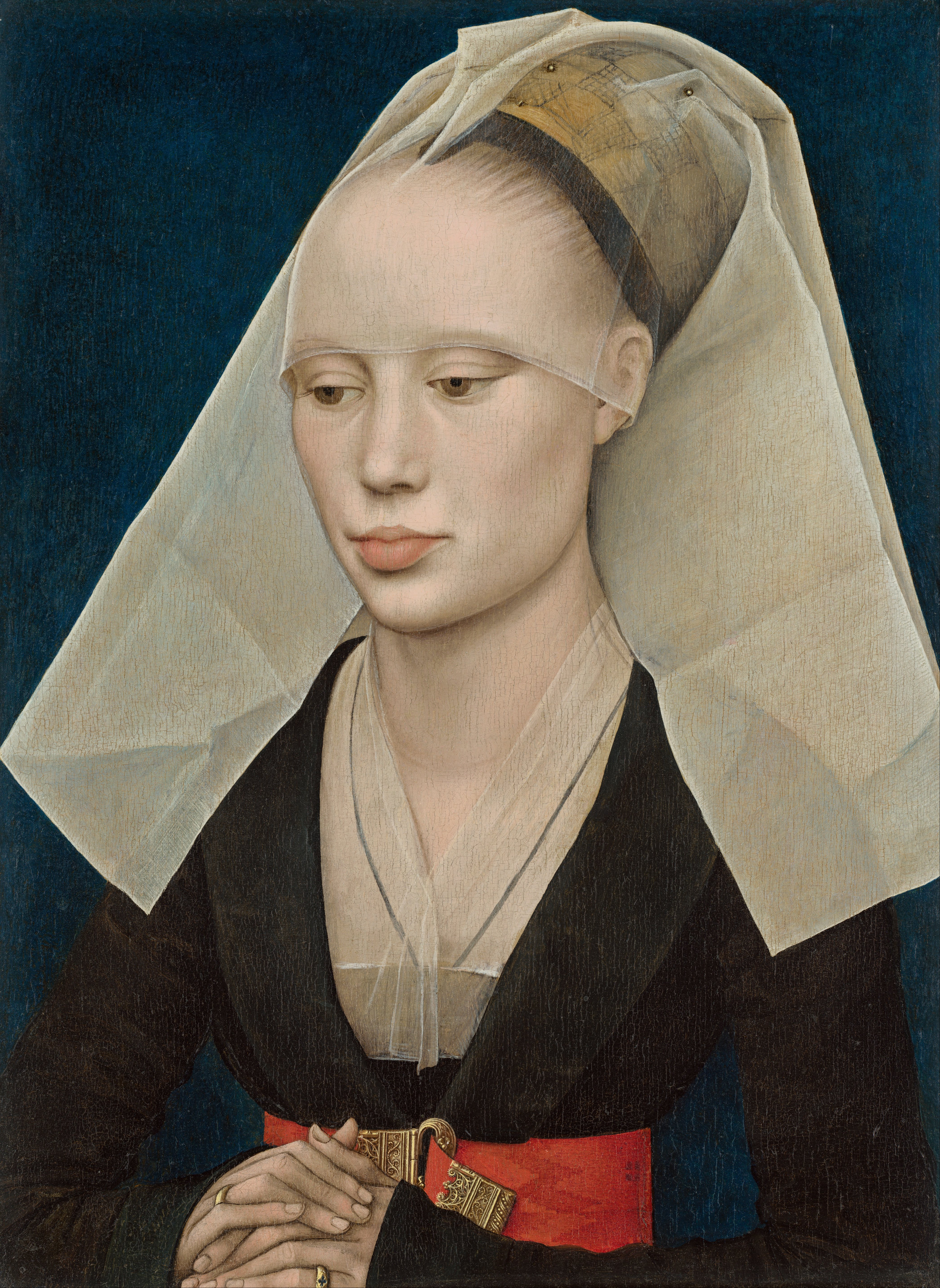
روجير فان در فايدن، بورتريه سيدة c. 1460, المعرض الوطني للفنون (واشنطن)، واشنطن دي سي 34 × 25.5 سم (13 × 10 إنش)

بورتريه سيدة (أو بورتريه امرأة) هي لوحة زيتية صغيرة «زيت على خشب البلوط» نفّذها الرسام الهولندي روجير فان در فايدن حوالي عام 1460. تركيبة اللوحة الأساسية من الأشكال الهندسية التي تشكل خطوط حجاب المرأة وخط الرقة والوجه والذراعين وتظهر هذه الأشكال بإسقاط الضوء الذي ينير وجهها وغطاء رأسها. التباينات الحيّة للظلام والضوء يعزز الجمال غير الطبيعي والأناقة القوطية للمرأة المرسومة.
انشغل فان دير وايدين بقية حياته في رسم لوحات البورتريه وكان يحظى باحترام كبير من أجيال الرسامين اللاحقة وذلك لتميزه في النفاذ إلى أعماق الشخصية. في لوحته هذه، أظهر تواضع المرأة وسلوكها المتحفظ حيث نقل ذلك من خلال بنية جسمها الهشة، والعيون المنخفضة والأصابع المقبوضة بإحكام. تبدو المرأة نحيلة وقد صورها الرسام وفقاً للمثالية القوطية المتمثلة في الملامح الطويلة والتي تمثلت في الأكتاف الضيقة والشعر المثبت بإحكام والجبين العالي والإطار الدقيق الذي مثّله غطاء الرأس. وتعتبر هذه اللوحة الرسم الوحيد المعروف لمرأة الذي اعتبر بمثابة توقيع شخصي لفان دير وايدن، مع ذلك لم يتم تسجيل اسم العارضة ولم يعطِ الرسّام اسماً أو عنواناً للوحة.
على الرغم من أن فان دير وايدن لم يلتزم بتقاليد المثالية، إلا أنه كان يتملق الشخصيات بشكل عام، فقد كان يصوّر نماذجه بملابس غايةً في الأناقة، وميّزهم بوجوه مستديرة، شبه منحوتة تقريباً - حتى أن بعضها انحرف عن التمثيل الطبيعي. تبنّى جمالياته الخاصة، فقد كانت معظم صور النساء التي رسمها تتشابه بشكلٍ لافت.
اللوحة موجودة في المعرض الوطني للفنون (واشنطن) في واشنطن دي سي منذ أن تم منحها عام 1937، وقد وصفت بأنها «مشهورة بين جميع صور النساء في جميع المدارس الفنية».

## معرض صور

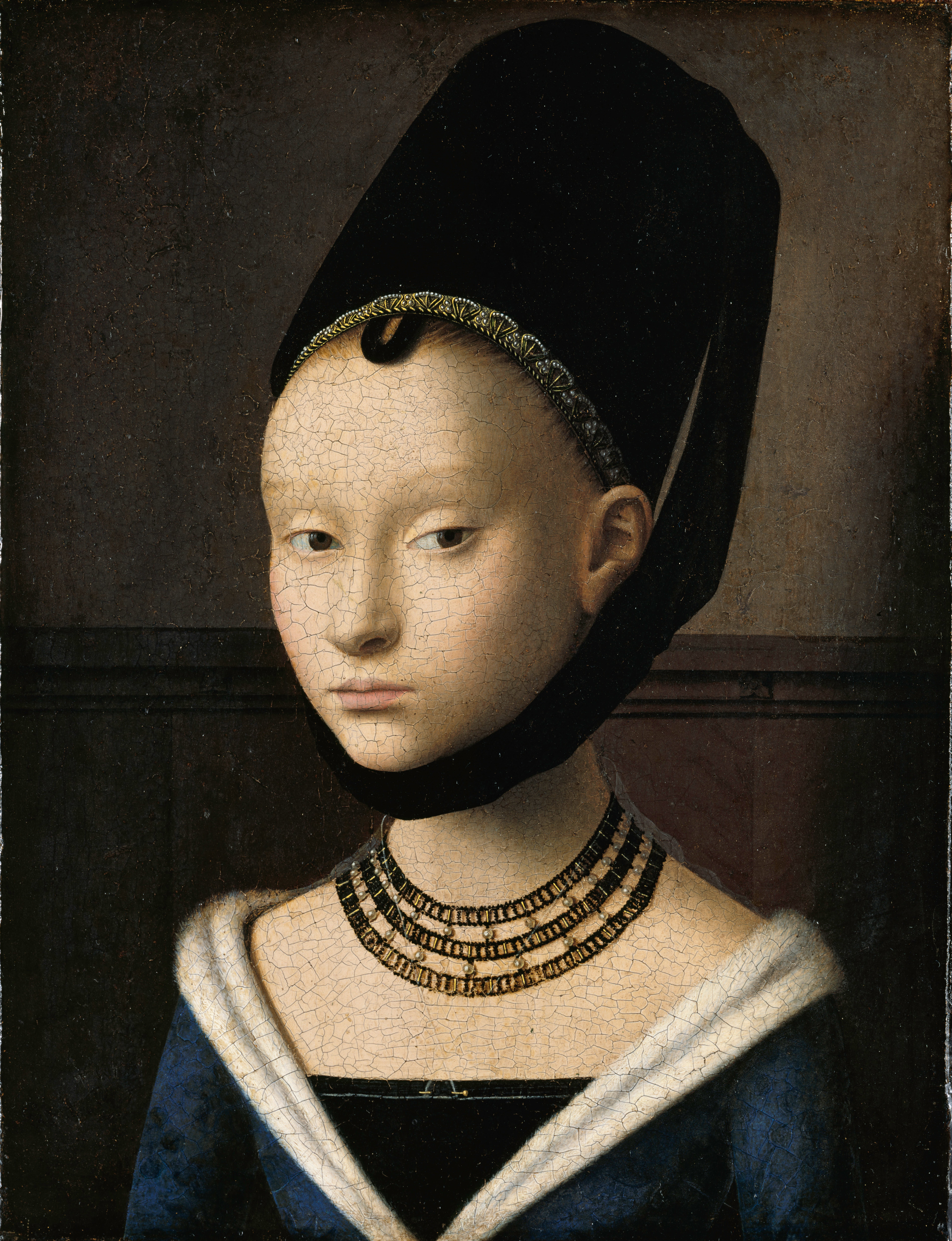
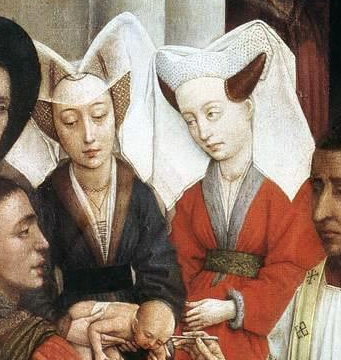
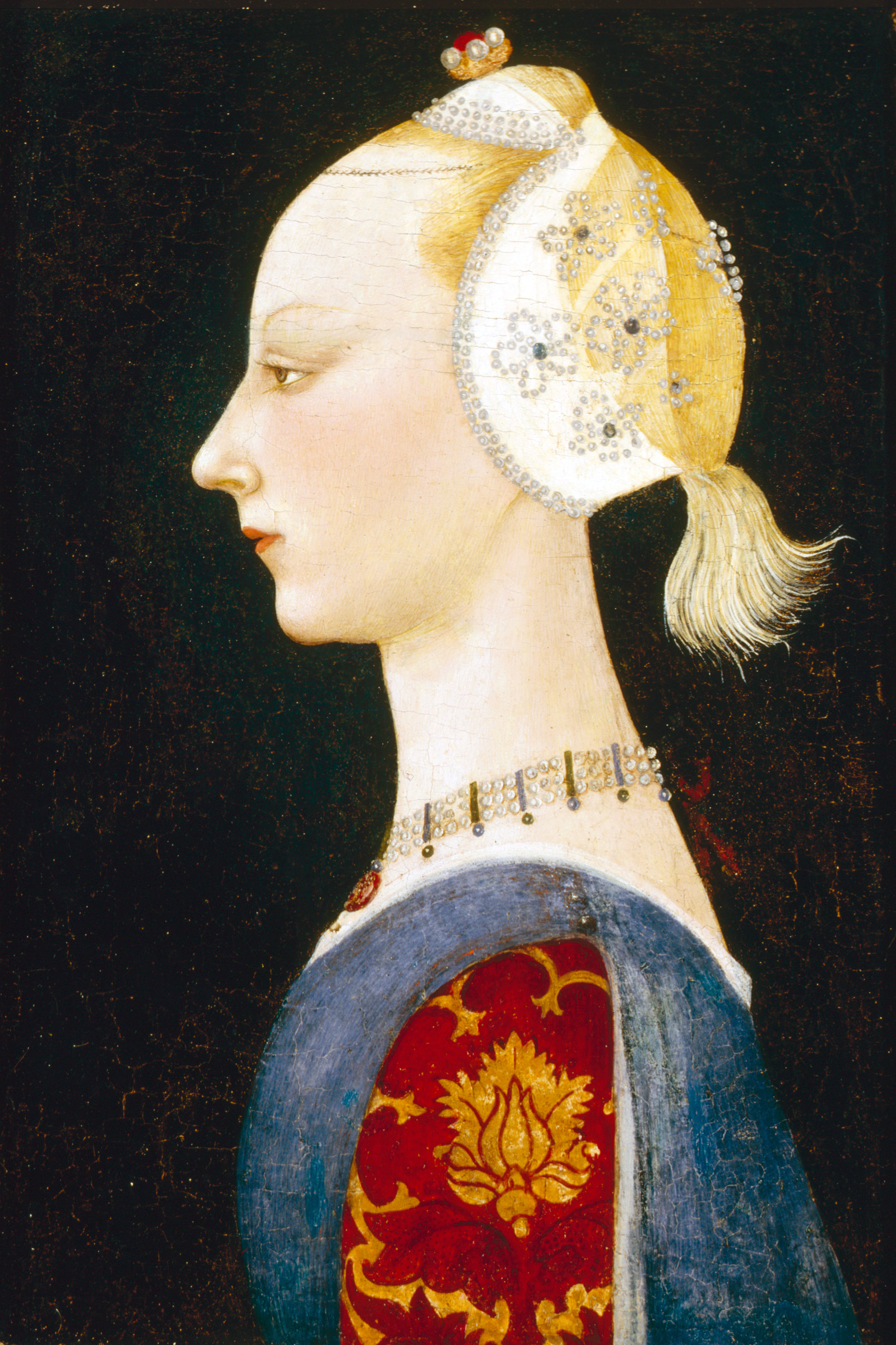
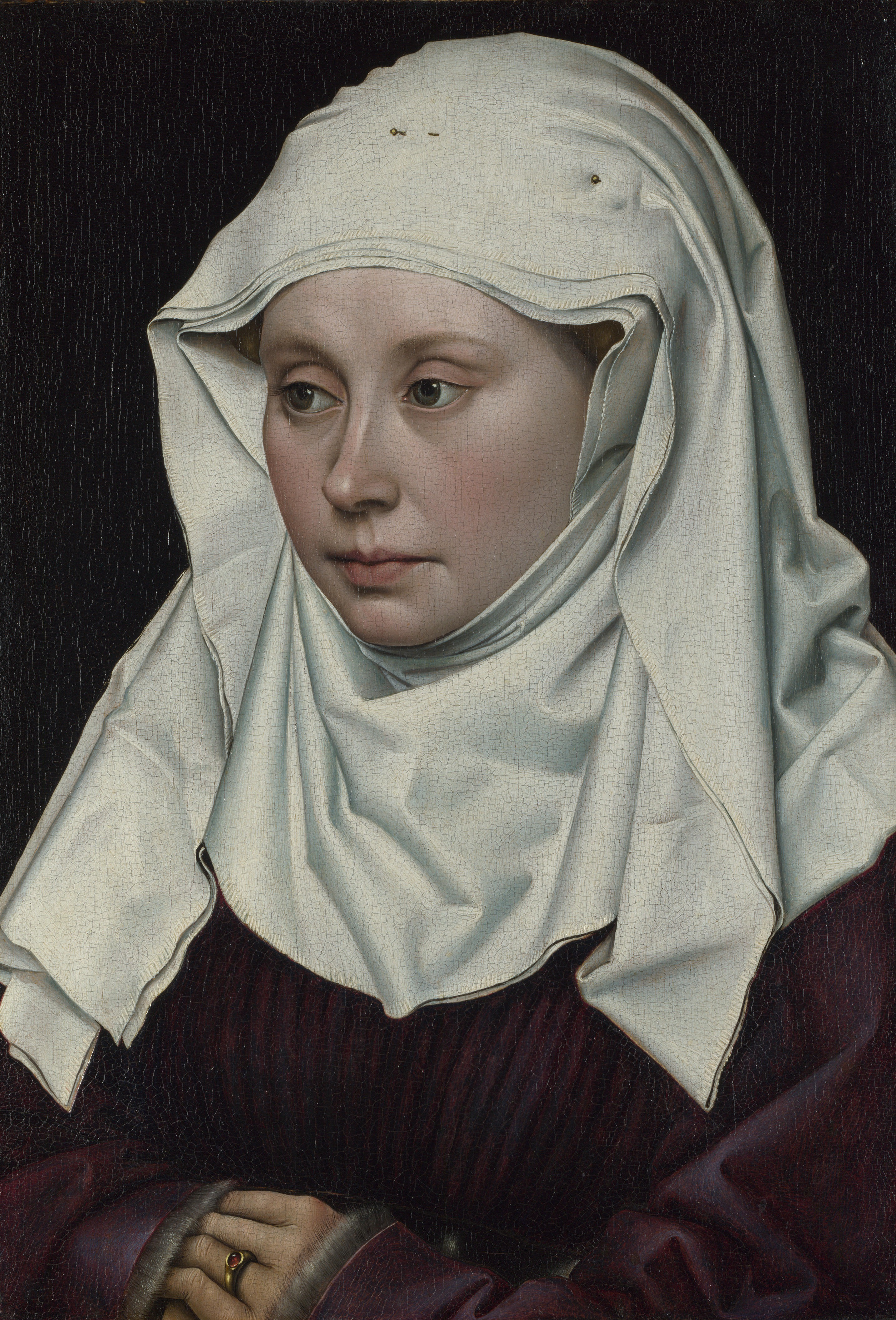
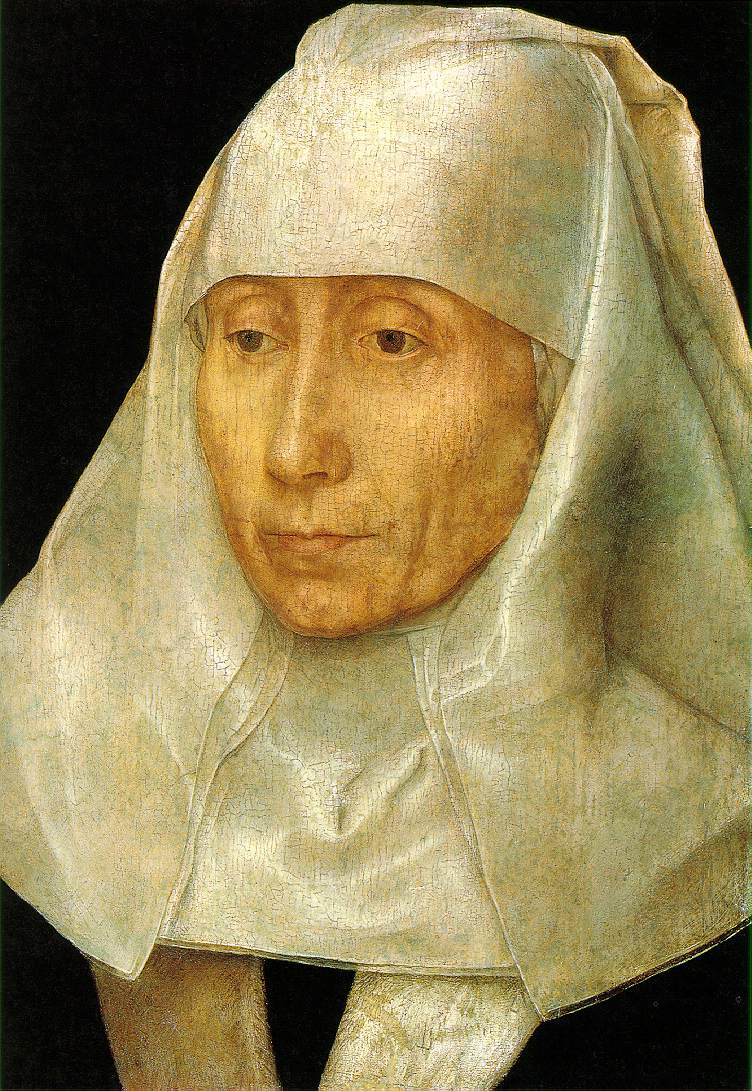

### مسرد مراجع
- Brown, David Alan (2003). Virtue and Beauty: Leonardo's Ginevra de' Benci and Renaissance Portraits of Women. Princeton University Press. (ردمك 978-0-691-11456-9)
- Campbell Lorne  [لغات أخرى]‏, Foister, S, Roy. A. "Early Northern European Painting". National Gallery Technical Bulletin, volume 18, 1997
- Campbell, Lorne. The Fifteenth Century Netherlandish Schools. London: National Gallery Publications, 1998. (ردمك 1-85709-171-X)
- Campbell, Lorne. Van der Weyden. London: Chaucer Press, 2004. (ردمك 1-904449-24-7)
- Campbell, Lorne and Van der Stock, Jan. (ed.) Rogier van der Weyden: 1400–1464. Master of Passions. Leuven: Davidsfonds, 2009. (ردمك 978-90-8526-105-6)
- De Vos, Dirk. Rogier van der Weyden: The Complete Works. Harry N Abrams, 2000. (ردمك 0-8109-6390-6)
- Friedlænder, Max J. "Landscape, Portrait, Still-Life: Their Origin and Development". New York: Schocken Books, 1963
- Grössinger, Christa. Picturing women in late Medieval and Renaissance art. Manchester: Manchester University Press, 1997. (ردمك 0-7190-4109-0)
- Hand, John Oliver and Wolff, Martha. Early Netherlandish Painting. Washington: National Gallery of Art, 1986. (ردمك 0-521-34016-0)
- Kemperdick, Stephan. The Early Portrait, from the Collection of the Prince of Liechtenstein and the Kunstmuseum Basel. Munich: Prestel, 2006. (ردمك 3-7913-3598-7)
- Kleiner, Fred S. Gardner's Art Through the Ages: The Western Perspective. Belmont: Wadsworth Publishing, 2009. (ردمك 0-495-57364-7)
- Monro, Isabel Stevenson and Monro, Kate M. Index to Reproductions of European Paintings: A Guide to Pictures in More Than Three Hundred Books. New York: H. W. Wilson, 1956.
- Panofsky, Irwin. Early Netherlandish Painting: v. 1. Westview Press, 1971 (new edition). (ردمك 978-0-06-430002-5)
- Scott, Margaret. The History of Dress: Late Gothic Europe, 1400–1500. London: Humanities Press, 1980. (ردمك 0-391-02148-6)
- Schneider, Norbert. The Art of the Portrait: Masterpieces of European Portrait-Painting, 1420–1670. Taschen GmbH, 2002. (ردمك 3-8228-1995-6)
- Smith, Jeffrey. The Northern Renaissance. London: Phaidon, 2004. (ردمك 0-7148-3867-5)
- Van Der Elst, Joseph. The Last Flowering of the Middle Ages. Montana: Kessinger Publishing, 1944.
- Walker, John. National Gallery of Art, Washington. New York: Harry N. Abrams, Inc, 1975. (ردمك 0-8109-0336-9)
- Wilson, Jean. Painting in Bruges at the Close of the Middle Ages: Studies in Society and Visual Culture. Pennsylvania State University Press, 1998. (ردمك 0-271-01653-1)

## وصلات خارجية
- بورتريه سيدة المعرض الوطني للفنون